# Eva Klotz

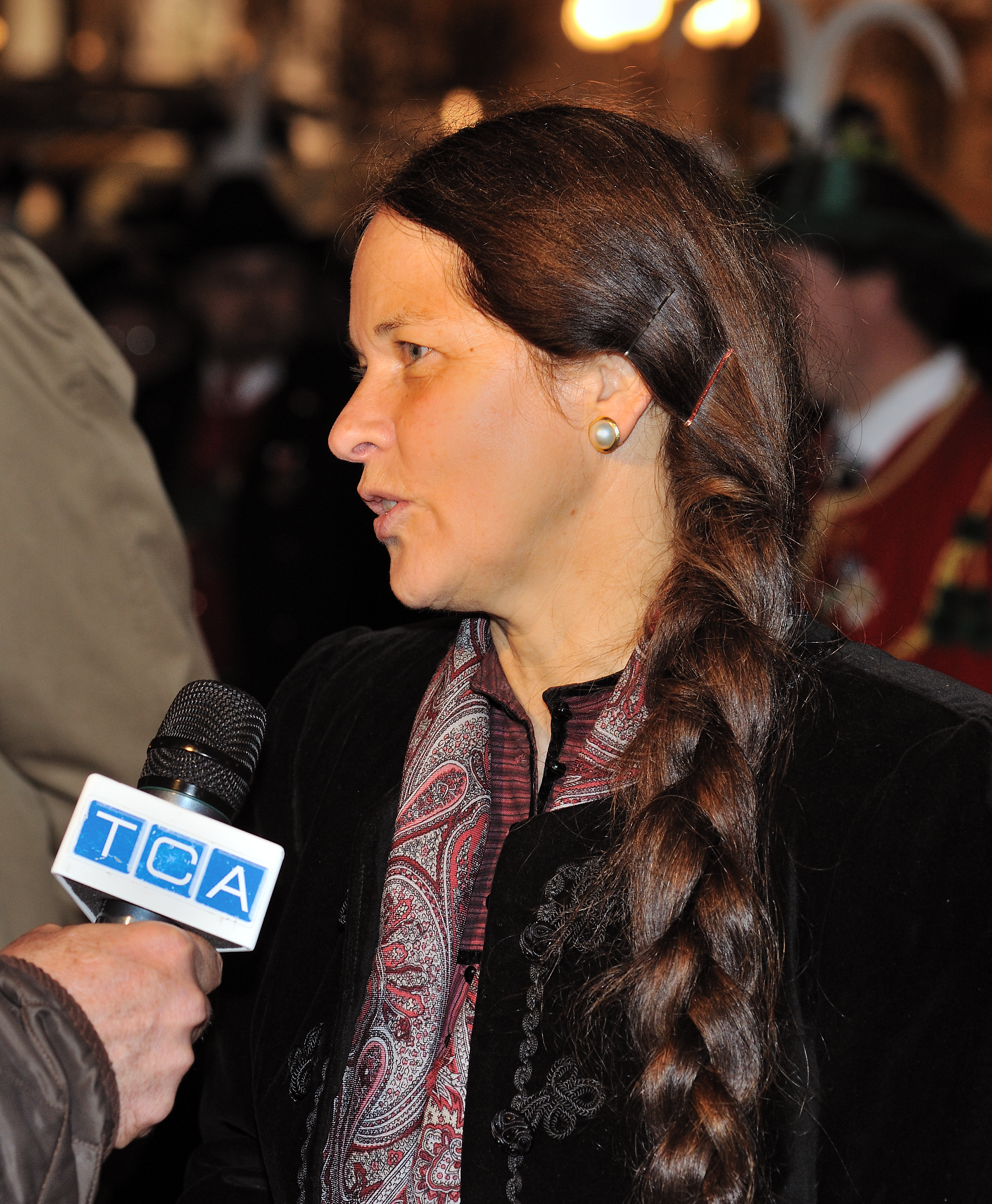
Eva Klotz

Eva Klotz (St. Leonhard in Passeier, 4 de juny de 1951) és una política italiana, una de les persones més actives en la lluita per l'autodeterminació del Tirol de Sud. Ha estat presidenta de Süd-Tiroler Freiheit, parlamentàriai a la província autònoma de Bozen i a la regió del Trentino-Alto Adige / Tirol del Sud.
Filla del ferrer i activista Georg Klotz, destacat membre del Befreiungsausschuss Südtirol (BAS) i d'una mestra d'escola, ha estat sempre partidària radical de l'autodeterminació sudtirolesa.
S'inicià en política ingressant el 1976 al Südtiroler Heimatbund. A les eleccions regionals de Trentino-Tirol del Sud de 1983 fou escollida consellera pel Wahlverband des Heimatbundes. El 1989 fou una de les fundadores de la Union für Südtirol, amb la qual fou escollida consellera a les eleccions regionals de 1993 i 1998. Des d'aleshores va mantenir enfrontaments personals amb el cap d'UfS, Andreas Pöder, i el 2007 abandonà el partit per fundar el moviment Süd-Tiroler Freiheit.